# Castell de Huniade
El castell de Huniade és un monument històric i l'edifici més antic de Timişoara, construït entre 1308 i 1315 per Carol Robert d'Anjou i reconstruït després del terratrèmol de 1443 per Ioan de Hunedoara. El castell medieval va ser destruït durant el setge de Timişoara el 1849 i reconstruït en la seva forma actual el 1856. Avui acull el Museu del Banat.

## Història

### L'antic castell

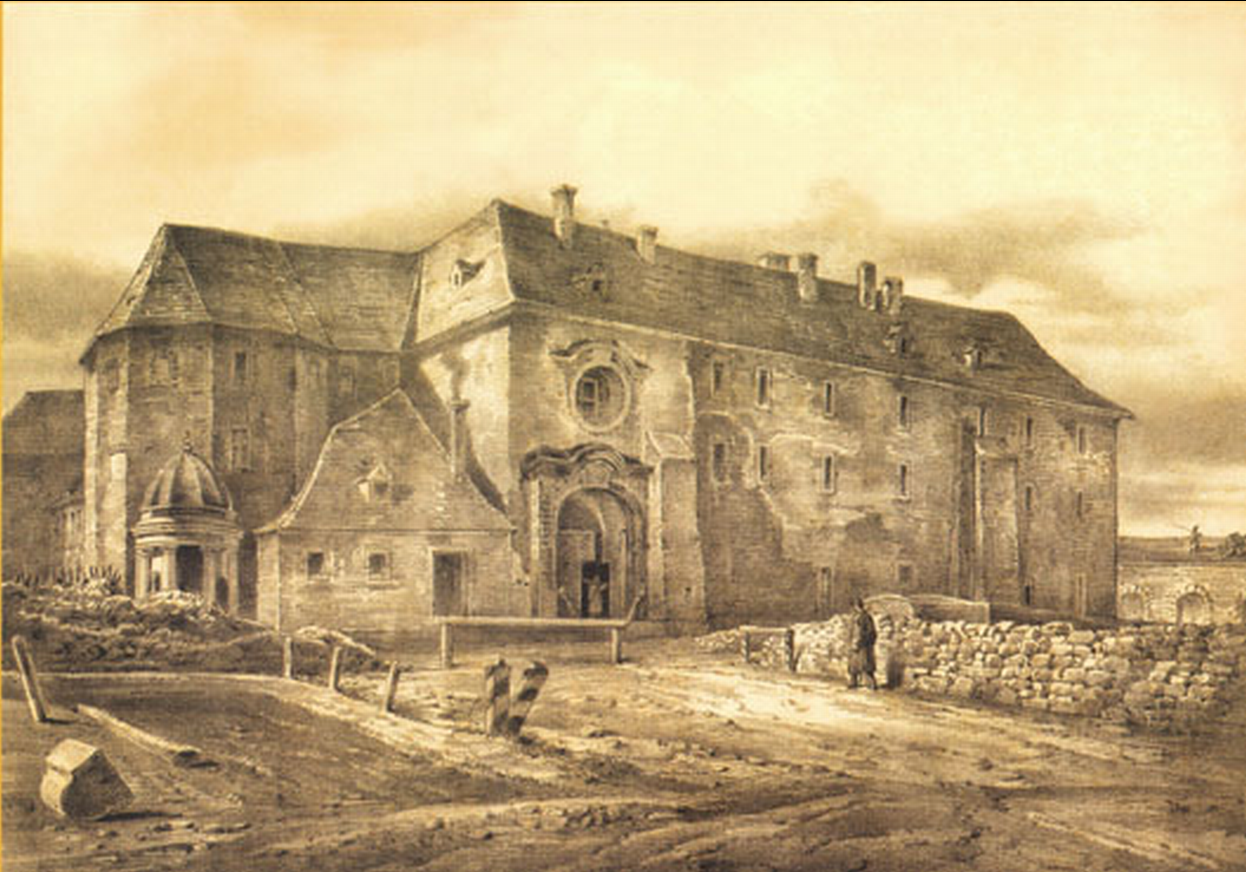
Castell de Huniade des de Timişoara.
Litografia 24.8 x 17,5 del, anònim, exposat al Museu del Banat

En el context de les turbulències polítiques al Regne d'Hongria al segle xiv, el rei Carol Robert d'Anjou va decidir, després d'una visita el 1307, establir temporalment la seva residència a Timişoara. Per tant, era necessari construir un castell per satisfer les necessitats del rei. La construcció va ser feta probablement per constructors italians i molt probablement es va acabar el 1315, perquè el 1316 el rei ja estava establert al seu nou castell. Va viure aquí durant gairebé vuit anys. L'edifici es desenvolupava al voltant d'un pati quadrangular amb torres cantoneres cilíndriques. Situat en una illa, estava connectat amb la ciutat de Timișoara, també fortificada pel mateix rei, a través d'un pont llevadís. Va experimentar importants restauracions durant el comitè de Pippo Spano.

### El nou castell
Entre 1441 i 1456, el comte de Timișoara fou Ioan de Hunedoara. Va establir la seva residència aquí i va ordenar la construcció d'un nou castell, a les ruïnes de l'antic castell-palau reial, greument danyat per un terratrèmol. Una contribució a la seva construcció va ser feta per l'arquitecte italià Paolo Santini de Duccio, que aleshores estava al servei de Iancu de Hunedoara. Tant el castell com les fortificacions de la ciutat estaven equipades amb torres semicirculars adaptades a l'artilleria.
Va servir de residència noble a tots els reis que es van establir a Timişoara fins al 1552. Durant l'ocupació otomana (1552 - 1716), va servir de residència dels beglerbegs de Pașalâc de Timișoara.

### Reconstrucció
A causa del setge dels imperialistes, que va provocar la reconquesta del Banat, el castell va quedar malmès, de manera que després del 1716 va ser necessari renovar-lo. Però la seva posició es va canviar, transformant-se en caserna d'artilleria i dipòsit militar.
El 1849, els revolucionaris hongaresos, assetjant Timişoara, van destruir el castell des dels seus fonaments, fins al punt que calia una reconstrucció de l'edifici. Les obres de reconstrucció i renovació es van acabar el 1856. L'edifici ha estat molt modificat, sobretot pel que fa a la façana.

## Estil
Malgrat els nombrosos canvis, el castell va mantenir la seva organització al voltant d'un pati quadrangular, la posició de la mantenir- torre i la "Sala dels Cavallers", detalls que també es poden trobar en el Castell Corvinesti a Hunedoara. La façana principal es va reconstruir amb un estil romàntic. Les finestres, acabades en arc al centre, però amb una decoració neogòtica a la part superior, van substituir els forats de les peces d'artilleria i la façana era de maó vist. El primer pis, construït amb una alçada equivalent a la de dos pisos normals, conté dues habitacions adovellades d'estil neogòtic, una amb tres naus i l'altra amb dues construïdes en maó i sostingudes per una sèrie de massives columnes.
L'edifici acaba verticalment per un pis de les golfes i des del punt de vista del plàstic exterior, a la part superior de la façana hi ha una corona emmerletada.
La torre del castell és rectangular, de poca alçada, amb petites finestres i decorada amb merlets a l'extrem superior de manera que la coberta no sigui visible. L'entrada principal ha estat modificada i està flanquejada per dues massives pilastres que tenen a la part superior una col·lecció d'armes específiques de l'edat mitjana que contribueixen a l'aspecte gòtic del castell.
Els dos extrems de la façana principal estan proveïts de ressalts, les cantonades dels quals s'accentuen per una imitació de guix del sistema constructiu de pedra.

## Museu
Des del 1947, el castell està destinat al Museu del Banat i acull les seccions d'història i ciències naturals. El castell torna a ser reformat.

## Imatges

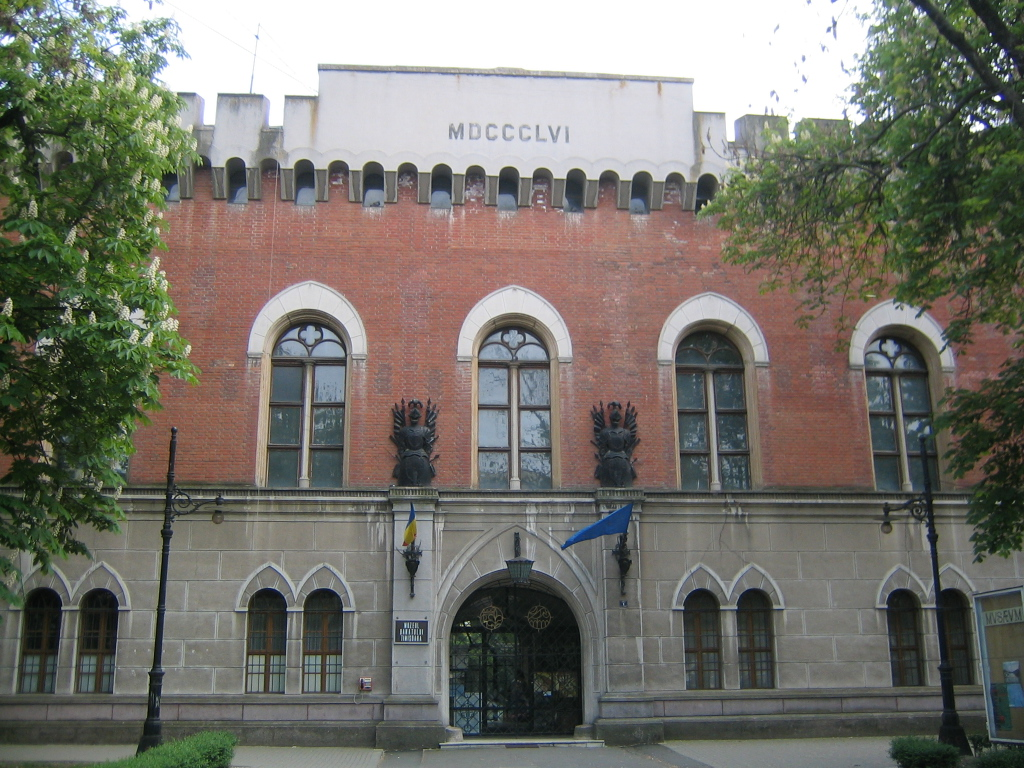
Entrada principal
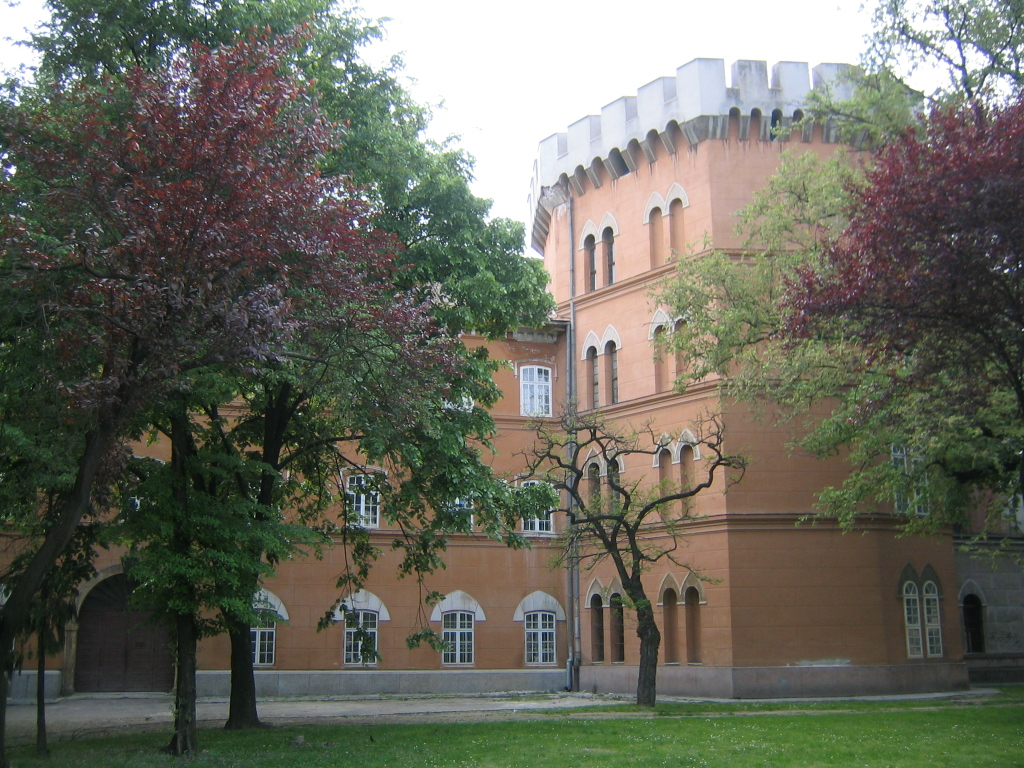
Vista lateral de la torre del castell
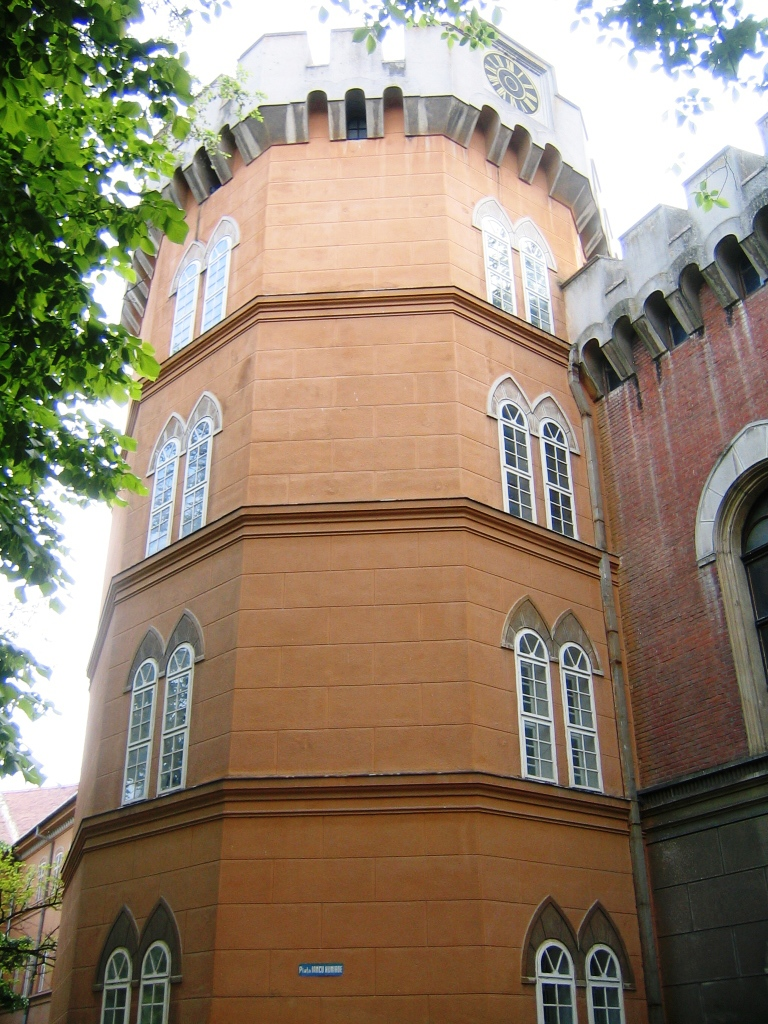
La torre
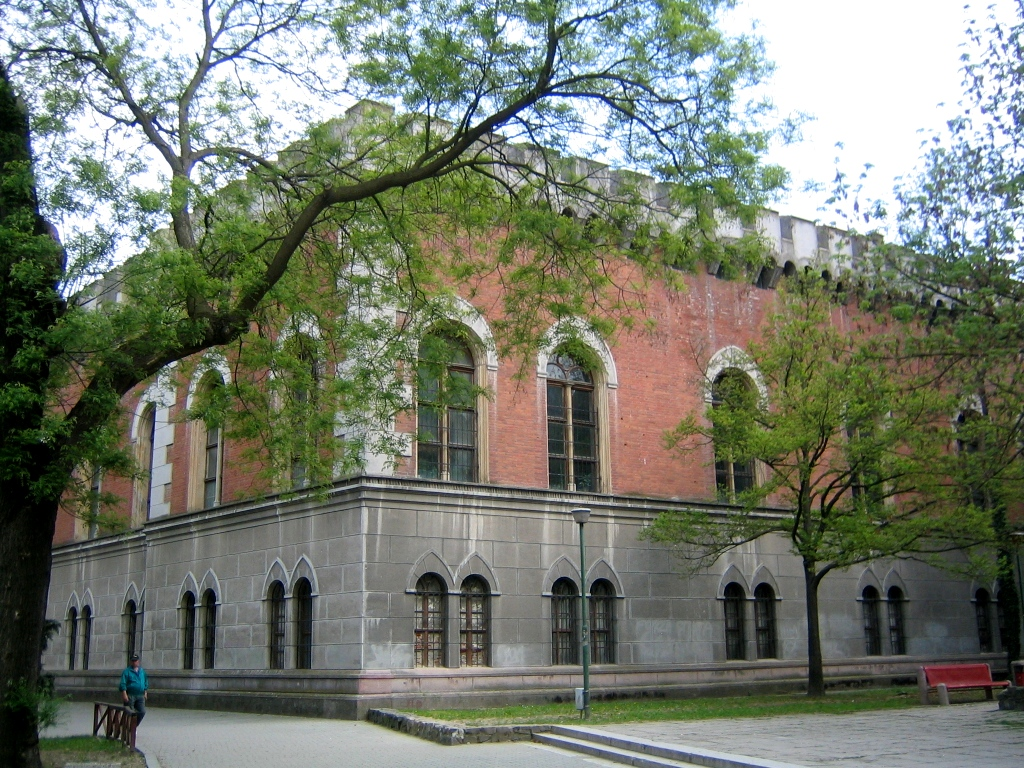
Vista des de la plaça Victoriei